# Los Angeles Police Department
 "LAPD" omdirigeres hertil. For andre betydninger af LAPD, se LAPD (flertydig).
Los Angeles Police Department (LAPD) er politienheden i Los Angeles, Californien i USA. Det er et af verdens største politikorps med over 9500 betjente og 3.000 civilt ansatte, dækkende et område med en befolkning på ca. 3,4 millioner indbyggere. LAPD har en omfattede og kontroversiel historie. Korpset har været fiktionaliseret i flere Hollywood-film og tv-serier.
Desuden er deres motto "To protect and to serve" verdenskendt pga. de forskellige tv-serier og Hollywood-film der er lavet.

## Ekstern henvisning
- Wikimedia Commons har flere filer relateret til Los Angeles Police Department
- LAPDs officielle hjemmeside

| Myndighed | Spire Denne artikel om en offentlig myndighed er en spire som bør udbygges. Du er velkommen til at hjælpe Wikipedia ved at udvide den. |

34°03′09″N 118°14′40″V / 34.052405°N 118.24446°V